# Wilfrid Laurier
Sir Henri Charles Wilfrid Laurier GCMG, PC, KC (/ˈlɒrieɪ/ LORR-ee-ay; tiếng Pháp: [wilfʁid loʁje]; 20 tháng 11 năm 1841 – 17 tháng 2 năm 1919) là một chính khách người Canada, người đã giữ chức vụ Thủ tướng thứ 7 của Canada, từ ngày 11 tháng 7 năm 1896 đến ngày 6 tháng 10 năm 1911. Chân dung của ông xuất hiện trên tờ 5 dollar Canada sản xuất từ năm 1972